# Everybody's Changing
Singles de Keane
Somewhere Only We Know
(2004) Bedshaped
(2004)
Pistes de Hopes and Fears
We Might As Well Be Strangers Your Eyes Open
Everybody’s Changing est une chanson du groupe britannique pop Keane sortie au printemps 2004 dans l’album Hopes and Fears, et le 3 mai 2004 en single.
Le morceau a été repris par la chanteuse britannique Lily Allen, en 2009.